# ジョン・モリス
ジョン・モリス（John Morris, 1926年10月18日 - 2018年1月25日）は、アメリカ合衆国の作曲家。

## 来歴
1926年10月18日、父トーマス・モリスと母ヘレン・シェラットの息子としてニュージャージー州エリザベス市に生まれる。3歳の頃に早くも音楽に興味を持ち、ピアノの演奏を習うようになった。
ジュリアード音楽院とニュースクール大学で学んだ後、1950年代からブロードウェイ公演の音楽制作に参加する。映画界にも進出し、コメディ映画の巨匠であるメル・ブルックス監督作品の多くでテーマ曲や劇伴の作曲を担当した。このほか、ジーン・ワイルダー監督作品や『殺人ゲームへの招待』でも音楽を担当し、デヴィッド・リンチ監督の『エレファント・マン』のテーマ曲は第53回アカデミー賞作曲賞や第24回グラミー賞映画・テレビサウンドトラック部門にもノミネートされた。
2018年1月25日、ニューヨーク州レッドフックの自宅で気道感染合併症のため死去した。

## 主な音楽担当作品
- プロデューサーズ The Producers (1968)
- メル・ブルックスの命がけ!イス取り大合戦 The Twelve Chairs (1970)
- ブレージングサドル Blazing Saddles (1974)
- ヤング・フランケンシュタイン Young Frankenstein (1974)
- 新シャーロック・ホームズ おかしな弟の大冒険 The Adventure of Sherlock Holmes' Smarter Brother (1975)
- メル・ブルックスのサイレント・ムービー Silent Movie (1976)
- メル・ブルックス/新サイコ High Anxiety (1977)
- あきれたあきれた大作戦 The In-Laws (1979)
- エレファント・マン The Elephant Man (1980)
- メル・ブルックス/珍説世界史PARTI History of the World: Part I (1981)
- メル・ブルックスの大脱走 To Be or Not To Be (1983)
- ウーマン・イン・レッド The Woman in Red (1984)
- 殺人ゲームへの招待 Clue (1985)
- 呪われたハネムーン Haunted Honeymoon (1986)
- スペースボール Spaceballs (1987)
- 黄昏に燃えて Ironweed (1987)
- ステラ Stella (1990)
- メル・ブルックス/逆転人生 Life Stinks (1991)

## ノミネート歴

### アカデミー賞
第47回アカデミー賞 歌曲賞：『ブレージングサドル』
第53回アカデミー賞 作曲賞：『エレファント・マン』

### グラミー賞
第24回グラミー賞 映画・テレビサウンドトラック部門：『エレファント・マン』